# Basket Club Arc-en-ciel
Le BC Arc-en-ciel est un club professionnel de basket-ball féminin de Kinshasa en République démocratique du Congo.

## Histoire
En 2011, le BC Arc-en-ciel remporte la 28e édition de la Coupe du Congo à Kinshasa face à BC Radi de Lubumbashi (69-60).

## Palmarès
- Vainqueur de la Coupe du Congo en 2000, 2002, 2003, 2004, 2006, 2009, 2010, 2011 et 2012[2].